# Wyścig Portugalii WTCC 2013
Wyścig Portugalii WTCC 2013 – siódma runda World Touring Car Championship w sezonie 2013 i siódmy z kolei Wyścig Rosji. Rozegrał się on w dniach 29-30 czerwca 2013 na torze ulicznym Circuito da Boavista położonym w drugim co do wielkości mieście Portugalii, Porto. W pierwszym wyścigu zwyciężył Yvan Muller z zespołu RML, a w drugim James Nash z Bamboo Engineering.

## Lista startowa
| Nr | Kierowca           | Zespół                               | Samochód             | Klasa |
| -- | ------------------ | ------------------------------------ | -------------------- | ----- |
| 1  | Robert Huff        | ALL-INKL.COM Münnich Motorsport      | SEAT León WTCC       |       |
| 3  | Gabriele Tarquini  | Castrol Honda World Touring Car Team | Honda Civic WTCC     | M     |
| 5  | Norbert Michelisz  | Zengő Motorsport                     | Honda Civic WTCC     | M     |
| 6  | Franz Engstler     | Liqui Moly Team Engstler             | BMW 320 TC           | Y     |
| 7  | Charles Ng         | Liqui Moly Team Engstler             | BMW 320 TC           | Y     |
| 8  | Michaił Kozłowskij | LADA Sport Lukoil                    | Łada Granta          | M     |
| 9  | Alex MacDowall     | Bamboo Engineering                   | Chevrolet Cruze 1.6T | Y     |
| 10 | James Thompson     | LADA Sport Lukoil                    | Łada Granta          | M     |
| 12 | Yvan Muller        | RML                                  | Chevrolet Cruze 1.6T |       |
| 14 | James Nash         | Bamboo Engineering                   | Chevrolet Cruze 1.6T | Y     |
| 15 | Tom Coronel        | ROAL Motorsport                      | BMW 320 TC           |       |
| 17 | Michel Nykjær      | Nika Racing                          | Chevrolet Cruze 1.6T | Y     |
| 18 | Tiago Monteiro     | Castrol Honda World Touring Car Team | Honda Civic WTCC     | M     |
| 19 | Fernando Monje     | Campos Racing                        | SEAT León WTCC       | Y     |
| 20 | Hugo Valente       | Campos Racing                        | SEAT León WTCC       | Y     |
| 21 | Nikołaj Karamyszew | Campos Racing                        | SEAT León WTCC       | Y     |
| 22 | Tom Boardman       | Special Tuning Racing                | SEAT León WTCC       | Y     |
| 23 | Tom Chilton        | RML                                  | Chevrolet Cruze 1.6T |       |
| 25 | Mehdi Bennani      | Proteam Racing                       | BMW 320 TC           | Y     |
| 26 | Stefano D'Aste     | PB Racing                            | BMW 320 TC           | Y     |
| 37 | René Münnich       | ALL-INKL.COM Münnich Motorsport      | SEAT León WTCC       | Y     |
| 38 | Marc Basseng       | ALL-INKL.COM Münnich Motorsport      | SEAT León WTCC       |       |
| 55 | Darryl O’Young     | ROAL Motorsport                      | BMW 320 TC           | Y     |
| 73 | Fredy Barth        | Wiechers-Sport                       | BMW 320 TC           | Y     |
| 74 | Pepe Oriola        | Tuenti Racing Team                   | Chevrolet Cruze 1.6T |       |
| Nr | Kierowca           | Zespół                               | Samochód             | Klasa |

| Symbol | Klasa                                   |
| ------ | --------------------------------------- |
| M      | Producent (Manufacturers' Championship) |
| Y      | Niezależny (Yokohama Trophy)            |

## Wyniki

### Sesje treningowe
| Sesja | Nr | Kierowca    | Zespół          | Samochód             | Czas     | Okr. |
| ----- | -- | ----------- | --------------- | -------------------- | -------- | ---- |
| 1     | 15 | Tom Coronel | ROAL Motorsport | BMW 320 TC           | 2:08,135 | 11   |
| 2     | 12 | Yvan Muller | RML             | Chevrolet Cruze 1.6T | 2:06,864 | 11   |

### Kwalifikacje
| Poz.    | Nr      |         | Kierowca           | Zespół                               | Samochód             | Q1       | Q2       | Poz. s. R1 | Poz. s. R2 | Pkt |
| II etap | II etap | II etap | II etap            | II etap                              | II etap              | II etap  | II etap  | II etap    | II etap    |     |
| ------- | ------- | ------- | ------------------ | ------------------------------------ | -------------------- | -------- | -------- | ---------- | ---------- | --- |
| 1       | 12      |         | Yvan Muller        | RML                                  | Chevrolet Cruze 1.6T | 2:05,979 | 2:05,347 | 1          | 8          | 5   |
| 2       | 23      |         | Tom Chilton        | RML                                  | Chevrolet Cruze 1.6T | 2:06,993 | 2:05,545 | 2          | 7          | 4   |
| 3       | 17      | Y       | Michel Nykjær      | Nika Racing                          | Chevrolet Cruze 1.6T | 2:06,461 | 2:05,977 | 3          | 6          | 3   |
| 4       | 5       |         | Norbert Michelisz  | Zengő Motorsport                     | Honda Civic WTCC     | 2:06,876 | 2:06,033 | 4          | 20         | 2   |
| 5       | 3       |         | Gabriele Tarquini  | Castrol Honda World Touring Car Team | Honda Civic WTCC     | 2:06,522 | 2:06,172 | 5          | 21         | 1   |
| 6       | 74      |         | Pepe Oriola        | Tuenti Racing Team                   | Chevrolet Cruze 1.6T | 2:07,539 | 2:06,414 | 6          | 5          |     |
| 7       | 10      |         | James Thompson     | LADA Sport Lukoil                    | Łada Granta          | 2:07,449 | 2:06,552 | 7          | 4          |     |
| 8       | 1       |         | Robert Huff        | ALL-INKL.COM Münnich Motorsport      | SEAT León WTCC       | 2:07,060 | 2:06,660 | 8          | 3          |     |
| 9       | 38      |         | Marc Basseng       | ALL-INKL.COM Münnich Motorsport      | SEAT León WTCC       | 2:07,442 | 2:06,663 | 9          | 2          |     |
| 10      | 14      | Y       | James Nash         | Bamboo Engineering                   | Chevrolet Cruze 1.6T | 2:07,319 | 2:06,902 | 10         | 1          |     |
| 11      | 15      |         | Tom Coronel        | ROAL Motorsport                      | BMW 320 TC           | 2:07.299 | 2:06,903 | 11         | 9          |     |
| 12      | 6       | Y       | Franz Engstler     | Liqui Moly Team Engstler             | BMW 320 TC           | 2:07,386 | 2:07,065 | 12         | 22         |     |
| I etap  |         |         |                    |                                      |                      |          |          |            |            |     |
| 13      | 25      | Y       | Mehdi Bennani      | Proteam Racing                       | BMW 320 TC           | 2:07,560 | -        | 13         | 10         |     |
| 14      | 26      | Y       | Stefano D'Aste     | PB Racing                            | BMW 320 TC           | 2:08,045 | -        | 14         | 11         |     |
| 15      | 55      | Y       | Darryl O’Young     | ROAL Motorsport                      | BMW 320 TC           | 2:08,146 | -        | 15         | 12         |     |
| 16      | 73      | Y       | Fredy Barth        | Wiechers-Sport                       | BMW 320 TC           | 2:08,160 | -        | 16         | 13         |     |
| 17      | 18      |         | Tiago Monteiro     | Castrol Honda World Touring Car Team | Honda Civic WTCC     | 2:08,209 | -        | 17         | 14         |     |
| 18      | 22      | Y       | Tom Boardman       | Special Tuning Racing                | SEAT León WTCC       | 2:08,678 | -        | 18         | 23         |     |
| 19      | 7       | Y       | Charles Ng         | Liqui Moly Team Engstler             | BMW 320 TC           | 2:08,716 | -        | 19         | 15         |     |
| 20      | 19      | Y       | Fernando Monje     | Campos Racing                        | SEAT León WTCC       | 2:08,778 | -        | 24         | 16         |     |
| 21      | 20      | Y       | Hugo Valente       | Campos Racing                        | SEAT León WTCC       | 2:09,122 | -        | 20         | 17         |     |
| 22      | 9       | Y       | Alex MacDowall     | Bamboo Engineering                   | Chevrolet Cruze 1.6T | 2:09,361 | -        | 21         | 18         |     |
| 23      | 21      | Y       | Nikołaj Karamyszew | Campos Racing                        | SEAT León WTCC       | 2:09,551 | -        | 22         | 19         |     |
| 24      | 37      | Y       | René Münnich       | ALL-INKL.COM Münnich Motorsport      | SEAT León WTCC       | 2:10,350 | -        | 23         | 24         |     |
| 25      | 8       |         | Michaił Kozłowskij | LADA Sport Lukoil                    | Łada Granta          |          | -        | 25         | 25         |     |

#### Warunki atmosferyczne[1]
| Temperatura toru      | 61 °C |
| Temperatura powietrza | 34 °C |
| Słońce                | tak   |
| Opady deszczu         | nie   |
| Sucho                 |       |

### Wyścig 1
| Poz.              | +/- | Nr |   | Kierowca           | Zespół                               | Samochód             | Okr. | Czas/Strata | Pkt. | Komentarz |
| ----------------- | --- | -- | - | ------------------ | ------------------------------------ | -------------------- | ---- | ----------- | ---- | --------- |
| 1                 |     | 12 |   | Yvan Muller        | RML                                  | Chevrolet Cruze 1.6T | 12   | 27:38,637   | 25   |           |
| 2                 |     | 23 |   | Tom Chilton        | RML                                  | Chevrolet Cruze 1.6T | 12   | +0,343      | 18   |           |
| 3                 |     | 17 | Y | Michel Nykjær      | Nika Racing                          | Chevrolet Cruze 1.6T | 12   | +0,665      | 15   |           |
| 4                 | 2   | 74 |   | Pepe Oriola        | Tuenti Racing Team                   | Chevrolet Cruze 1.6T | 12   | +1,318      | 12   |           |
| 5                 | 3   | 1  |   | Robert Huff        | ALL-INKL.COM Münnich Motorsport      | SEAT León WTCC       | 12   | +2,493      | 10   |           |
| 6                 | 1   | 10 |   | James Thompson     | LADA Sport Lukoil                    | Łada Granta          | 12   | +3,662      | 8    |           |
| 7                 | 4   | 15 |   | Tom Coronel        | ROAL Motorsport                      | BMW 320 TC           | 12   | +6,333      | 6    |           |
| 8                 | 6   | 26 | Y | Stefano D'Aste     | PB Racing                            | BMW 320 TC           | 12   | +6,416      | 4    |           |
| 9                 | 8   | 18 |   | Tiago Monteiro     | Castrol Honda World Touring Car Team | Honda Civic WTCC     | 12   | +6,977      | 2    |           |
| 10                | 1   | 38 |   | Marc Basseng       | ALL-INKL.COM Münnich Motorsport      | SEAT León WTCC       | 12   | +7,576      | 1    |           |
| 11                | 1   | 14 | Y | James Nash         | Bamboo Engineering                   | Chevrolet Cruze 1.6T | 12   | +10,632     |      |           |
| 12                | 3   | 55 | Y | Darryl O’Young     | ROAL Motorsport                      | BMW 320 TC           | 12   | +11,014     |      |           |
| 13                | 8   | 9  | Y | Alex MacDowall     | Bamboo Engineering                   | Chevrolet Cruze 1.6T | 12   | +11,953     |      |           |
| 14                | 5   | 7  | Y | Charles Ng         | Liqui Moly Team Engstler             | BMW 320 TC           | 12   | +12,291     |      |           |
| 15                | 9   | 19 | Y | Fernando Monje     | Campos Racing                        | SEAT León WTCC       | 12   | +12,842     |      |           |
| 16                | 6   | 21 | Y | Nikołaj Karamyszew | Campos Racing                        | SEAT León WTCC       | 12   | +13,234     |      |           |
| 17                | 1   | 73 | Y | Fredy Barth        | Wiechers-Sport                       | BMW 320 TC           | 12   | +13,736     |      |           |
| 18                | 2   | 20 | Y | Hugo Valente       | Campos Racing                        | SEAT León WTCC       | 12   | +41,485     |      |           |
| 19                | 6   | 8  |   | Michaił Kozłowskij | LADA Sport Lukoil                    | Łada Granta          | 12   | +1:03,630   |      |           |
| 20                | 2   | 22 | Y | Tom Boardman       | Special Tuning Racing                | SEAT León WTCC       | 11   | +1 okr.     |      |           |
| 21                | 9   | 6  | Y | Franz Engstler     | Liqui Moly Team Engstler             | BMW 320 TC           | 9    | +3 okr.     |      |           |
| Niesklasyfikowani |     |    |   |                    |                                      |                      |      |             |      |           |
|                   |     | 37 | Y | René Münnich       | ALL-INKL.COM Münnich Motorsport      | SEAT León WTCC       | 8    |             |      |           |
|                   |     | 3  |   | Gabriele Tarquini  | Castrol Honda World Touring Car Team | Honda Civic WTCC     | 7    |             |      |           |
|                   |     | 25 | Y | Mehdi Bennani      | Proteam Racing                       | BMW 320 TC           | 3    |             |      |           |
|                   |     | 5  |   | Norbert Michelisz  | Zengő Motorsport                     | Honda Civic WTCC     | 1    |             |      |           |

#### Najszybsze okrążenie
| Nr | Kierowca    | Zespół             | Samochód             | Czas     | Okr. |
| -- | ----------- | ------------------ | -------------------- | -------- | ---- |
| 74 | Pepe Oriola | Tuenti Racing Team | Chevrolet Cruze 1.6T | 2:07,228 | 2    |

#### Warunki atmosferyczne[1]
| Temperatura toru      | 52 °C |
| Temperatura powietrza | 30 °C |
| Słońce                | tak   |
| Opady deszczu         | nie   |
| Sucho                 |       |

### Wyścig 2
| Poz.              | +/- | Nr |   | Kierowca           | Zespół                               | Samochód             | Okr. | Czas/Strata | Pkt. | Komentarz |
| ----------------- | --- | -- | - | ------------------ | ------------------------------------ | -------------------- | ---- | ----------- | ---- | --------- |
| 1                 |     | 14 | Y | James Nash         | Bamboo Engineering                   | Chevrolet Cruze 1.6T | 11   | 23:41,247   | 25   |           |
| 2                 | 1   | 1  |   | Robert Huff        | ALL-INKL.COM Münnich Motorsport      | SEAT León WTCC       | 11   | +5,624      | 18   |           |
| 3                 | 3   | 17 | Y | Michel Nykjær      | Nika Racing                          | Chevrolet Cruze 1.6T | 11   | +6.012      | 15   |           |
| 4                 | 1   | 74 |   | Pepe Oriola        | Tuenti Racing Team                   | Chevrolet Cruze 1.6T | 11   | +6,368      | 12   |           |
| 5                 | 3   | 38 |   | Marc Basseng       | ALL-INKL.COM Münnich Motorsport      | SEAT León WTCC       | 11   | +7,946      | 10   |           |
| 6                 | 2   | 10 |   | James Thompson     | LADA Sport Lukoil                    | Łada Granta          | 11   | +8,683      | 8    |           |
| 7                 | 1   | 12 |   | Yvan Muller        | RML                                  | Chevrolet Cruze 1.6T | 11   | +9,336      | 6    |           |
| 8                 | 1   | 15 |   | Tom Coronel        | ROAL Motorsport                      | BMW 320 TC           | 11   | +9,805      | 4    |           |
| 9                 | 2   | 23 |   | Tom Chilton        | RML                                  | Chevrolet Cruze 1.6T | 11   | +10,178     | 2    |           |
| 10                |     | 25 | Y | Mehdi Bennani      | Proteam Racing                       | BMW 320 TC           | 11   | +10,669     | 1    |           |
| 11                | 3   | 18 |   | Tiago Monteiro     | Castrol Honda World Touring Car Team | Honda Civic WTCC     | 11   | +11,019     |      |           |
| 12                | 1   | 26 | Y | Stefano D'Aste     | PB Racing                            | BMW 320 TC           | 11   | +11,560     |      |           |
| 13                | 1   | 55 | Y | Darryl O’Young     | ROAL Motorsport                      | BMW 320 TC           | 11   | +15,262     |      |           |
| 14                | 3   | 20 | Y | Hugo Valente       | Campos Racing                        | SEAT León WTCC       | 11   | +23,847     |      |           |
| 15                |     | 7  | Y | Charles Ng         | Liqui Moly Team Engstler             | BMW 320 TC           | 11   | +30,812     |      |           |
| 16                | 3   | 21 | Y | Nikołaj Karamyszew | Campos Racing                        | SEAT León WTCC       | 11   | +31,836     |      |           |
| 17                | 1   | 9  | Y | Alex MacDowall     | Bamboo Engineering                   | Chevrolet Cruze 1.6T | 11   | +32,306     |      |           |
| 18                | 4   | 6  | Y | Franz Engstler     | Liqui Moly Team Engstler             | BMW 320 TC           | 11   | +33,542     |      |           |
| 19                | 6   | 8  |   | Michaił Kozłowskij | LADA Sport Lukoil                    | Łada Granta          | 11   | +34,673     |      |           |
| 20                | 1   | 3  |   | Gabriele Tarquini  | Castrol Honda World Touring Car Team | Honda Civic WTCC     | 11   | +36,144     |      |           |
| 21                | 8   | 73 | Y | Fredy Barth        | Wiechers-Sport                       | BMW 320 TC           | 9    | +2 okr.     |      |           |
| Niesklasyfikowani |     |    |   |                    |                                      |                      |      |             |      |           |
|                   |     | 37 | Y | René Münnich       | ALL-INKL.COM Münnich Motorsport      | SEAT León WTCC       | 7    |             |      |           |
|                   |     | 19 | Y | Fernando Monje     | Campos Racing                        | SEAT León WTCC       | 4    |             |      |           |
| Nie wystartowali  |     |    |   |                    |                                      |                      |      |             |      |           |
|                   |     | 22 | Y | Tom Boardman       | Special Tuning Racing                | SEAT León WTCC       | 0    |             |      |           |
|                   |     | 5  |   | Norbert Michelisz  | Zengő Motorsport                     | Honda Civic WTCC     | 0    |             |      |           |

#### Najszybsze okrążenie
| Nr | Kierowca    | Zespół | Samochód             | Czas     | Okr. |
| -- | ----------- | ------ | -------------------- | -------- | ---- |
| 74 | Yvan Muller | RML    | Chevrolet Cruze 1.6T | 2:07,452 | 2    |

#### Warunki atmosferyczne[1]
| Temperatura toru      | 59 °C |
| Temperatura powietrza | 32 °C |
| Słońce                | tak   |
| Opady deszczu         | nie   |
| Sucho                 |       |

## Klasyfikacja po rundzie

### Kierowcy
| Poz.              | +/- | Kierowca              | Starty | Punkty | P1 | P2 | P3 | PP | NO | NS | DK | NW |
| ----------------- | --- | --------------------- | ------ | ------ | -- | -- | -- | -- | -- | -- | -- | -- |
| 1                 |     | Yvan Muller           | 14     | 282    | 5  | 4  | 1  | 4  | 3  | –  | –  | –  |
| 2                 | 1   | Michel Nykjær         | 14     | 160    | 3  | 1  | 2  | 1  | 1  | -  | –  | –  |
| 3                 | 1   | James Nash            | 14     | 138    | 2  | 1  | 1  | 2  | -  | -  | -  | –  |
| 4                 | 1   | Robert Huff           | 14     | 135    | 1  | 1  | 1  | -  | 1  | -  | –  | -  |
| 5                 | 3   | Gabriele Tarquini     | 14     | 134    | 1  | 1  | 3  | 2  | 1  | 3  | –  | –  |
| 6                 | 2   | Tom Chilton           | 14     | 111    | -  | 2  | 1  | –  | 2  | 3  | –  | -  |
| 7                 | 1   | Tom Coronel           | 14     | 98     | 1  | 1  | –  | 2  | 1  | –  | –  | –  |
| 8                 | 2   | Norbert Michelisz     | 13     | 92     | –  | 1  | 3  | -  | -  | 2  | –  | 1  |
| 9                 | 1   | Pepe Oriola           | 14     | 91     | 1  | -  | -  | -  | -  | 2  | –  | –  |
| 10                | 1   | Alex MacDowall        | 12     | 73     | -  | -  | 2  | 1  | 2  | 2  | –  | -  |
| 11                |     | Tiago Monteiro        | 13     | 62     | -  | 1  | –  | –  | –  | 2  | –  | 1  |
| 12                |     | Mehdi Bennani         | 12     | 44     | –  | 1  | -  | 1  | –  | 1  | –  | –  |
| 13                |     | Marc Basseng          | 14     | 39     | –  | –  | –  | –  | –  | 1  | –  | –  |
| 14                |     | James Thompson        | 12     | 29     | –  | –  | –  | -  | –  | 3  | –  | 2  |
| 15                | 1   | Stefano D'Aste        | 13     | 11     | –  | –  | –  | –  | –  | 2  | –  | 1  |
| 16                | 1   | Fredy Barth           | 13     | 9      | –  | –  | –  | –  | –  | 2  | –  | 1  |
| 17                |     | Darryl O’Young        | 13     | 6      | –  | –  | –  | 1  | –  | 1  | –  | 1  |
| 18                |     | Franz Engstler        | 12     | 4      | –  | –  | –  | –  | –  | 2  | –  | -  |
| 19                |     | Charles Ng            | 12     | 1      | –  | –  | –  | -  | –  | 3  | –  | –  |
| 20                |     | Fernando Monje        | 12     | 0      | –  | –  | –  | 1  | –  | 3  | –  | –  |
| 21                |     | Jean-Philippe Dayraut | 2      | 0      | –  | –  | –  | –  | –  | –  | –  | –  |
| 22                |     | Hugo Valente          | 3      | 0      | –  | –  | –  | –  | –  | –  | –  | 1  |
| 23                |     | Michaił Kozłowskij    | 10     | 0      | –  | –  | –  | –  | –  | –  | 1  | –  |
| 24                |     | René Münnich          | 12     | 0      | –  | –  | –  | –  | –  | 3  | –  | -  |
| 25                |     | Tom Boardman          | 6      | 0      | –  | –  | –  | –  | –  | 2  | –  | 3  |
| 26                |     | Nikołaj Karamyszew    | 2      | 0      | –  | –  | –  | –  | –  | 2  | –  | 2  |
| Niesklasyfikowani |     |                       |        |        |    |    |    |    |    |    |    |    |
| –                 |     | Aleksiej Dudukało     | 0      | –      | –  | –  | –  | –  | –  | –  | –  | 2  |
| Poz.              | +/- | Kierowca              | Starty | Punkty | P1 | P2 | P3 | PP | NO | NS | DK | NW |

### Producenci
| Poz. | +/- | Producent | Starty | Punkty | P1 | P2 | P3 | PP | NO | NS | DK | NW |
| ---- | --- | --------- | ------ | ------ | -- | -- | -- | -- | -- | -- | -- | -- |
| 1    |     | Honda     | 14     | 566    | 1  | 3  | 5  | 2  | 1  | 3  | –  | 1  |
| 2    |     | Łada      | 12     | 366    | –  | –  | –  | –  | –  | 4  | –  | 4  |
| Poz. | +/- | Producent | Starty | Punkty | P1 | P2 | P3 | PP | NO | NS | DK | NW |